# Blyth Valley

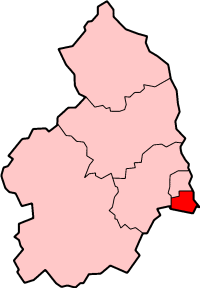
Localisation du district de la Blyth Valley du Northumberland

La Blyth Valley est un ancien district non-métropolitain et un Borough du Northumberland, en Angleterre. Il est situé au bord de la mer du Nord et jouxte le comté de Tyne and Wear.
Il a été créé le 1er avril 1974 par le Local Government Act de 1972 et est issu de la fusion du borough de Blyth, du district urbain de Seaton Valley, et d'une partie du borough de Whitley Bay. Il comprend notamment les villes de Blyth, où siège le conseil de district, et Cramlington, et les localités de Seaton Delaval et Seaton Sluice.
Le conseil de district a été aboli par les changements structurels de l'administration locale anglaise de 2009, entrés en vigueur le 1er avril 2009. Ses pouvoirs ont été transférés au conseil de comté du Northumberland, agissant en tant qu'autorité unitaire.

## Source
- (en) Cet article est partiellement ou en totalité issu de l’article de Wikipédia en anglais intitulé « Blyth Valley » (voir la liste des auteurs).